# 시그프리드 헤커
시그프리드 헤커 박사는 오스트리아인-폴란드인-미국인 과학자이자 핵무기 전문가이다.

## 전기
헤커의 부모는 보스니아 사라예보 출신으로, 제2차 세계 대전 중에 Tomaszew로 이동하였고 헤커가 태어났다. 그의 아버지가 전쟁으로부터 돌아오지 않자, 그의 어머니는 재혼해서 오스트리아의 로테만에 정착했다. 가족은 1956년에 미국으로 이민했다. 헤커는 1965년에서 1968년까지 케이스웨스턴리저브 대학교에서 모든 학위를 완료하였다. 헤커는 1970년에 제너럴 모터스 개발 연구소와 전문 경력을 시작한 후, 2년 간 로스앨러모스 국립 연구소에서 박사로 임용되었다.
1986년부터 1997년까지 로스앨러모스 국립 연구소 연구소장을 지냈다. 맨해튼 계획으로 세계 최초로 핵무기를 만든 곳이며, 2017년 현재 미국의 3대 핵무기 연구소 중에서 첫번째로 꼽힌다.

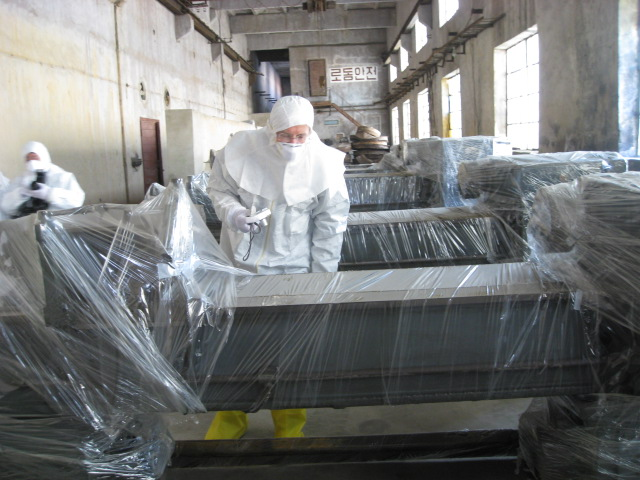
2008년에 조선민주주의인민공화국의 무력화된 녕변 원자력 연구소를 방문한 시그프리드 헤커

1988년부터 헤커는 스탠퍼드 대학교에서 재료 공학 객원 교수가 되었다. 2007년에 그는 Freeman Spogli 국제 연구소에서 국제 안보 협력(CISAC)에 대한 스탠퍼드 대학 센터의 공동 이사가 되었다. 그는 또한 NTI의 고문으로 활동하였다.

### 북한 방문
그는 2004년 이후 매년 1차례 씩 녕변 원자력 연구소에서 비공식적으로 플루토늄 프로그램을 평가하기 위해 자주 조선민주주의인민공화국을 방문했다. 2010년 11월 헤커는 녕변 원자력 연구소를 방문하고 진보된 상태라고 보고했다.

## 저서
- Hecker, S. S. "The Role of the DOE Weapons Laboratories in a Changing National Security Environment: CNSS Papers No. 8, April 1988", 로스앨러모스 국립 연구소, Center for National Security Studies 미국 에너지부, (April 1988).
- Hecker, S. S. "The Cold War is Over. What Now?", 로스앨러모스 국립 연구소, 미국 에너지부, (April 1995).
- Fluss, M.; Tobin, J.; Schwartz, A.; Petrovtsev, A. V.; Nadykto, B. A.; Timofeeva, L. F. Hecker, S. S. & V. E. Arkhipov. "6th US-Russian Pu Science Workshop Lawrence Livermore National Laboratory University of California, Livermore, California, July 14 and 15, 2006", Lawrence Livermore National Laboratory, 미국 에너지부, (June 20, 2006).